# Herbertia quareimana
Herbertia quareimana är en irisväxtart som beskrevs av Pierfelice Ravenna. Herbertia quareimana ingår i släktet Herbertia och familjen irisväxter. Inga underarter finns listade i Catalogue of Life.